# Селанк
Селанк - оригинальный пептидный лекарственный препарат на основе Тафцина.
Обладает противотревожным действием с антидепрессивным эффектом, антиастеническим действием, улучшает эмоциональное состояние и познавательные функции мозга.
Селанк состоит из естественных аминокислот треонил-лизил-пролил-аргинил-пролил-глицил-пролил-диацетат, частично повторяя структуру Тафцина (треонил-лизил-пролил-аргинил), присутствующего в селезенке в организме человека.
Форма введения в виде капель в нос обеспечивает высокую скорость начала действия (от 5 минут), биодоступность 92,8%, отсутствие межлекарственного взаимодействия, совместимость с алкоголем и ряд других преимуществ..
Разработан в Институте молекулярной генетики РАН и НИИ фармакологии им. В. В. Закусова РАМН.
Выпускается Инновационным научно-производственным центром «Пептоген» согласно требованиям GMP.
Согласно Решению Министерства Здравоохранения РФ от 2 августа 2017 г. №20-3-4042618/ИД/ИЗМ "Селанк 0,15%" отпускается в аптеках без рецепта врача, разрешено хранение при температуре не выше 25 градусов до 15 суток после вскрытия.

## История
Академик РАН Н. Ф. Мясоедов начал работать с препаратами, влияющими на мыслительные способности и другие способности мозга еще в 70-80-е годы XX века. Дальнейшие работы под руководством академика РАМН Б. С. Середенина в 1995 году обнаружили особое свойство одного из исследуемых веществ – тафцина – способность снимать тревогу, страх и контролировать эмоциональные реакции. Дальнейший синтез на основе тафцина молекулы Селанка и проведенные тестирования показали снятие нервного напряжения и тревоги, улучшение настроения и мыслительных способностей.
Лекарственный препарат "Селанк 0,15%"  прошел доклинические и клинические испытания, был зарегистрирован и разрешен для медицинского применения в Российской Федерации в 2009 году. Изначально препарат был рецептурным, но благодаря высокому профилю безопасности с 2017 года был разрешен к отпуску без рецепта врача.

## Безопасность
Созданный изначально для регуляции высших функций мозга здоровых людей Селанк относится к так называемым "лекарствам для здоровых" – группе лекарственных средств, обладающих наиболее высокой безопасностью для человека.
В результате проведенных исследований и практики применения было выявлено, что Селанк действует без привыкания, без синдрома отмены, без истощающего действия на ЦНС.
Также у Селанка отсутствует взаимодействие с другими лекарствами, что существенно расширяет диапазон применения.
Допустимо безопасное совместное применение Селанка с алкоголем и содержащими этиловый спирт жидкостями.

## Показания к применению
- Профилактика и лечение стрессовых расстройств;
- Тревога, беспокойство;
- Приступы паники;
- Неврастения и астения;
- Неустойчивость настроения;
- Нарушения сна;
- Снижение воли, инициации деятельности, нерешительность, трудности в принятии решений;
- Неуверенность в себе;
- Неуверенность в общении;
- Расстройства адаптации

## Разрешен при вождении автомобиля, управлении механизмами
Разрешается при вождении автомобиля и при управлении механизмами (Раздел Инструкции "Влияние на способность управлять транспортными средствами, механизмами", а также при другой работе, требующей повышенного внимания и координации движений, так как нормализует психомоторные реакции и повышает внимание.

## Передозировка
Препарат не токсичен, так как распадается до естественных аминокислот. При использовании препарата Селанк случаи передозировки не зарегистрированы.

## Фармакологические свойства
- Анксиолитическое (противотревожное) действие связано с воздействием на первичное звено формирования тревожных расстройств – предупреждает возрастание в эмоциогенных зонах головного мозга уровня норадреналина и серотонина и снижения концентрации энкефалинов[источник не указан 997 дней]
- Антидепрессивное действие по своему механизму неразрывно связано с его анксиолитическим эффектом и определяется нормализацией уровня энкефалинов и серотонина в эмоциогенных зонах. Это повышает терапевтические возможности препарата, хотя самостоятельного клинического значения и не имеет.[источник не указан 997 дней]
- Психоактивирующее действие связано с усилением синтеза дофамина в области коры и промежуточного мозга; проявляется  в редукции астенических расстройств. Селанк улучшает психологический настрой человека не затуманивая голову, а напротив, проясняя разум.[источник не указан 997 дней]

## Фармакокинетика
Абсолютная биодоступность Селанка при интраназальном введении составляет 92,8%.
Установлен оптимальный путь введения препарата - интраназальный, при котором препарат:
- быстро всасывается со слизистой носа и через  30 секунд обнаруживается в плазме крови, что способствует быстрому наступлению клинического эффекта;
- быстро проникает в головной мозг по ходу чувствительных нервов;
- действует длительно в течение 20-24 часов;
- не взаимодействует с другими препаратами.

Первичная биодеградация препарата до пептидных фрагментов проходит под воздействием дипептидилкарбоксипептидаз. Основными её продуктами являются три - и дипептиды Thr-Lys-Pro, Arg-Pro и Gly-Pro, обладающие большей частью эффектов Селанка. Дальнейший распад продолжается до отдельных аминокислот, судьба которых в организме не отличается от таких же аминокислот естественного происхождения.